# Osteocephalus deridens
Osteocephalus deridens är en groddjursart som beskrevs av Jungfer, Ron, Seipp och Ana Almendáriz 2000. Osteocephalus deridens ingår i släktet Osteocephalus och familjen lövgrodor. IUCN kategoriserar arten globalt som livskraftig. Inga underarter finns listade i Catalogue of Life.